# 絨鱗副單棘魨
絨鱗副單棘魨（学名：Paramonacanthus sulcatus），又名絨紋線鱗魨、剝皮魚，为輻鰭魚綱魨形目鱗魨亞目單棘魨科副單角魨屬下的一个种，西太平洋區的南中國海及爪哇海海域，棲息深度15-50公尺，體長可達20公分，棲息在沿海沙泥底質水域，生活習性不明。